# OOPSLA

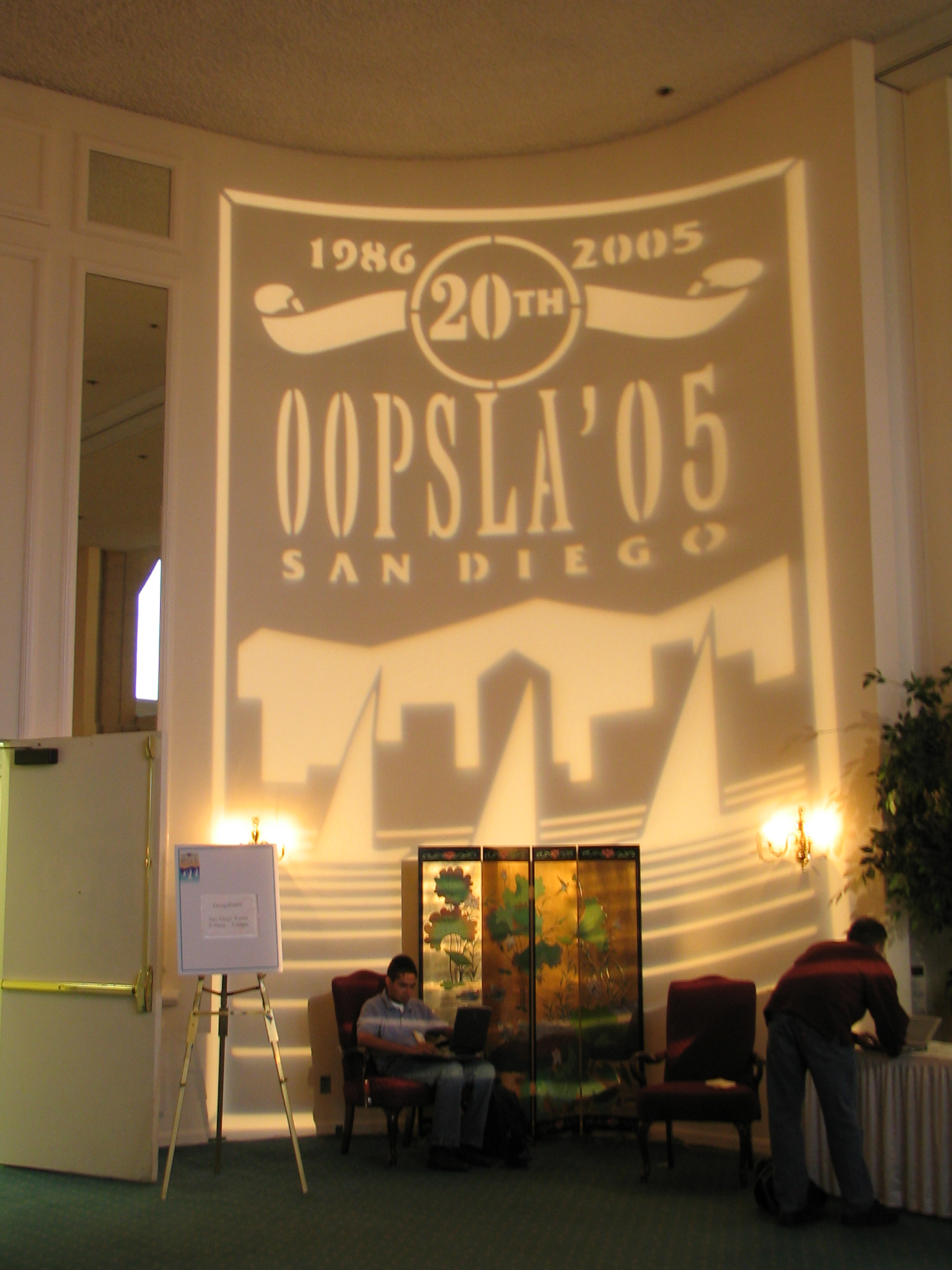
2005年 OOPSLA.

OOPSLA (Object-Oriented Programming, Systems, Languages & Applications) とは、ACMが毎年開催している国際会議である。オブジェクト指向プログラミングのシステム、言語、アプリケーションを主題としている。
第1回のOOPSLAは1986年、ポートランドで開催された。主催したのはACMのSIGPLAN (Special Interest Group for Programming Languages) であった。OOPSLAの開催地とテーマは毎年変わる。通常、論文発表を中心として、比較的実用的な実験報告、パネル、ワークショップ、チュートリアルなどがある。
OOPSLAは今日のオブジェクト指向プログラミングの隆盛に寄与してきた。また、デザインパターン、リファクタリング、アスペクト指向プログラミング、モデル駆動工学、アジャイルソフトウェア開発、ドメイン固有言語といった関連分野の発展にも寄与した。
ヨーロッパではOOPSLAに対応する国際会議として ECOOP がある。
OOPSLAの単独開催は2009年度が最後になっており、2010年以降はACM主催の綜合コンピュータプログラミング国際会議「SPLASH」に組み込まれて、包括開催されるようになっている。

## これまでの開催地と幹事
| 年     | 開催地                                        | 会議幹事                         | プログラム幹事         |
| ------ | --------------------------------------------- | -------------------------------- | ---------------------- |
| 2010年 | SPLASHの包括会議に移行                        |                                  |                        |
| 2009年 | フロリダ州オーランド                          | Shail Arora                      | Gary T. Leavens        |
| 2008年 | テネシー州ナッシュビル                        | Gail E. Harris                   | Gregor Kiczales        |
| 2007年 | カナダ ケベック州モントリオール               | Richard P. Gabriel               | David Bacon            |
| 2006年 | オレゴン州ポートランド                        | Peri Tarr                        | William Cook           |
| 2005年 | カリフォルニア州サンディエゴ                  | ラルフ・ジョンソン               | Richard P. Gabriel     |
| 2004年 | カナダ ブリティッシュコロンビア州バンクーバー | ジョン・ブリシディース           | Doug Schmidt           |
| 2003年 | カリフォルニア州アナハイム                    | Ron Crocker                      | ガイ・スティール・Jr   |
| 2002年 | ワシントン州シアトル                          | Mamdouh Ibrahim                  | 松岡聡                 |
| 2001年 | フロリダ州タンパ湾区                          | Linda Northrop                   | ジョン・ブリシディース |
| 2000年 | ミネソタ州ミネアポリス                        | Mary Beth Rosson                 | Doug Lea               |
| 1999年 | コロラド州デンバー                            | Brent Hailpern                   | Linda Northrop         |
| 1998年 | カナダ ブリティッシュコロンビア州バンクーバー | Bjorn Freeman-Benson             | Craig Chambers         |
| 1997年 | ジョージア州アトランタ                        | Mary Loomis                      | Toby Bloom             |
| 1996年 | カリフォルニア州サンノゼ                      | Lougie Anderson                  | James Coplien          |
| 1995年 | テキサス州オースティン                        | Rebecca J. Wirfs-Brock           | Mary Loomis            |
| 1994年 | オレゴン州ポートランド                        | Jeff McKenna                     | J. Eliot B. Moss       |
| 1993年 | ワシントンD.C.                                | Timlynn Babitsky and Jim Salmons | ラルフ・ジョンソン     |
| 1992年 | カナダ ブリティッシュコロンビア州バンクーバー | John Pugh                        | Rebecca J. Wirfs-Brock |
| 1991年 | アリゾナ州フェニックス                        | John Richards                    | Alan Snyder            |
| 1990年 | カナダ オンタリオ州オタワ （ECOOPと共催）     | David Thomas and Pierre Cointe   | 米澤明憲               |
| 1989年 | ルイジアナ州ニューオーリンズ                  | George Bosworth                  | ケント・ベック         |
| 1988年 | カリフォルニア州サンディエゴ                  | Alan Otis and ラリー・テスラー   | Kurt Shmucker          |
| 1987年 | フロリダ州オーランド                          | Adele Goldberg and Chet Wisinski | Jerry L. Archibald     |
| 1986年 | オレゴン州ポートランド                        | Daniel G Bobrow and Alan Purdy   | Daniel Ingalls         |